# Étienne (chanson)
Pour les articles homonymes, voir Étienne.
Singles de Guesch Patti
Let Be Must the Queen
(1988)
Pistes de Labyrinthe
Triangle
(2) Backstage d'une star
(4)
Étienne est une chanson de la chanteuse française Guesch Patti de 1987, parue sur son album Labyrinthe. C'est le premier single de la chanteuse, sorti en fin d'année 1987 dans plusieurs pays européens.
Connue notamment pour son clip vidéo suggestif qui a été censuré sur certaines chaînes de télévision, la chanson a connu un grand succès en France et en Italie, où elle s'est classée à la première place des classements, ainsi qu'en Allemagne de l'Ouest, en Autriche et en Suisse, où elle s'est classée dans le top 10. La chanson est également certifiée disque d'or en France et s'est écoulée à plus de 1,5 million d'exemplaires. Elle est récompensée par le prix Vincent-Scotto en 1988.

## Contexte
Les paroles de la chanson sont écrites par Guesch Patti, et la musiques est composée par Vincent Bruley. La chanteuse écrit les paroles de la chanson en trois heures. Le prénom « Étienne » fait référence à un ami et manager de Guesch Patti,. Le single est sorti en juin 1987. Pour la sortie de la chanson, Guesch Patti signe deux contrats parallèles avec deux producteurs différents, provoquant par la suite un procès judiciaire pour déterminer quel contrat est légitime,,.

## Réception

### Accueil critique
Selon l'auteur français spécialiste du Top 50 Elia Habib, le succès de cette chanson résulte d'une alchimie entre plusieurs de ses composantes, dont « la voix de Guesch Patti d'abord, qui réussit une interprétation très provocante de la chanson, alternant gémissements sensuels et cris passionnés ; le texte bien sûr, plein de sonorités suggestives ; la musique, qui joue un grand rôle dans le succès de la chanson dans la production du texte, depuis la rythmique féline de l'intro jusqu'à l'accord nerveux de la guitare électrique, et le vidéoclip, qui est d'un esthétisme érotique porté par une chorégraphie excitante ». Dans un article paru dans le magazine paneuropéen Music & Media, la chanson a été décrite comme une « production rock intrigante et entraînante de cette danseuse de ballet, chorégraphe et vocaliste (puissante) française. Les programmateurs de rock seront séduits par sa montée en puissance dramatique et ses guitares hypnotiques ». Le critique Jerry Smith du magazine Music Week considère Guesch Patti comme « la Piaf moderne » qui « livre une interprétation fine et très séduisante » sur cette chanson.

### Accueil commercial
Écrit par Guesch Patti et Vincent Bruley, Étienne est un grand succès en France, numéro 1 du Top 50, ainsi qu'à l'étranger. Le single est récompensé du prix Vincent-Scotto en 1988, et a été certifié disque d'or en 1988 par le Syndicat national de l'édition phonographique. Il s'est écoulé à 1,5 million d'exemplaires. À la suite du succès de la chanson, Guesch Patti reçoit le prix de la révélation féminine aux Victoires de la musique,.
En France, le single entre dans le Top 50 le 14 novembre 1987 à la 24e place, est resté à la première place pendant cinq semaines, avant de céder sa place par le titre Boys (Summertime Love) de Sabrina, puis est resté dans le classement pendant 23 semaines au total. Parmi les autres pays où il a atteint le top 10, figurent l'Italie (no 1), la Suisse (no 3) et l'Autriche (no 6),,. Dans le classement musical paneuropéen European Hot 100 Singles, il est entré à la 67e place le 14 novembre 1987, s'est classé pendant deux semaines à la troisième place et est resté 27 semaines au total dans le classement, dont huit parmi les dix premières places. Très diffusé à la radio, Étienne a figuré pendant dix semaines dans le Top 50 European Airplay, atteignant la huitième place lors de sa septième semaine.

## Clip vidéo
Le clip de la chanson, principalement en noir et blanc, est réalisé par Lydie Callier. Dans le clip, la séquence se passe dans un théâtre et Guesch Patti effectue un strip-tease devant un groupe d'hommes. Les poses suggestives ainsi qu'une scène de nu ont provoqué la censure sur plusieurs chaînes de télévision françaises, à l'exception de Canal+, et sur MTV Europe, et d'être diffusé qu'en soirée. Le clip a remporté deux prix lors de la 3e International Music & Media Conference (IMMC) de 1988 à Montreux, dans les catégories « Meilleure prestation féminine » et « Meilleur clip continental ».

## Liste des titres
| A. | Étienne   | 4:09 |
| B. | Un espoir | 4:00 |

| A.  | Étienne (Remix Club)        | 5:39 |
| B1. | Étienne (Version originale) | 4:09 |
| B2. | Étienne (English Version)   | 4:09 |

| A1. | Étienne (12" Vocal)    | 6:55 |
| A2. | Étienne (a cappella)   | 4:12 |
| B2. | Étienne (Album Cut)    | 4:14 |
| B2. | Étienne (Instrumental) | 4:26 |

## Crédits
- Guesch Patti – chant, paroles[3]
- Vincent Bruley – ingénieur du son, musique[3]
- Jean M'Ba – réalisation
- Rémi Walter – réalisation
- Jeremy Green – mixage
- Martin Stansfield – assistant de mixage
- Hervé Barrel – producteur musical
- B. Buck – conception de pochette
- Denis Darzacq – photographie

Crédits adaptés des notes d'accompagnement,.

## Classements et certifications
| Classement (1987-88)                   | Meilleure position |
| -------------------------------------- | ------------------ |
| Allemagne de l'Ouest (Media Control)   | 9                  |
| Autriche (Ö3 Austria Top 40)           | 6                  |
| Belgique (Flandre Ultratop 50 Singles) | 18                 |
| Europe (European Hot 100)              | 3                  |
| Europe (European Airplay Top 50)       | 8                  |
| France (SNEP)                          | 1                  |
| Italie (Musica e dischi)               | 1                  |
| Pays-Bas (Nederlandse Top 40)          | 22                 |
| Pays-Bas (Single Top 100)              | 29                 |
| Royaume-Uni (UK Singles Chart)         | 125                |
| Suisse (Schweizer Hitparade)           | 3                  |

| Classement (1987) | Position |
| ----------------- | -------- |
| France (SNEP)     | 9        |

| Classement (1988)                    | Position |
| ------------------------------------ | -------- |
| Allemagne de l'Ouest (Media Control) | 70       |
| Autriche (Ö3 Austria Top 40)         | 18       |
| Europe (Eurochart Hot 100)           | 29       |
| Italie (Musica e dischi)             | 6        |
| Suisse (Schweizer Hitparade)         | 24       |

### Certifications
| Pays                                                             | Certification | Ventes certifiées |
| ---------------------------------------------------------------- | ------------- | ----------------- |
| France (SNEP)                                                    | Or            | 500 000*          |
| *Ventes selon la certification xNon précisé par la certification |               |                   |

## Reprises
Elle est reprise en 2008 par Quentin Mosimann, vainqueur de la saison 7 de Star Academy, dans une version swing, parue sur son premier album Duel. En 2021, Mathieu Rosaz la reprend sur l'album Ex-Fan des 80's (Volume 2) dans une version electro jungle. En 2022, Afida Turner reprend la chanson et la sort en single,, qui devient un succès sur les plateformes Spotify, YouTube et Tiktok malgré le fait que le titre ne bénéficie que de peu de promotion dans les médias et n'est joué par aucune radio.